# Asterton
Asterton – wieś w Anglii, w hrabstwie Shropshire. Leży 25 km na południowy zachód od miasta Shrewsbury i 220 km na północny zachód od Londynu.